# Трудная проблема сознания
Трудная проблема сознания (англ. hard problem of consciousness) — это проблема объяснения того, почему у нас есть квалиа или феноменальный опыт, как ощущения приобретают такие характеристики, как цвет или вкус. При решении данной проблемы необходимо объяснить, почему существует нечто, означающее «быть чем-то», и почему у субъекта появляются определённые состояния сознания.
Согласно другой формулировке, трудная проблема сознания — это проблема объяснения того, каким образом какая-либо физическая система способна порождать субъективный опыт. Данная проблема может быть сформулирована различными способами и включает в себя два главных вопроса: 1) почему мозг порождает сознание; 2) каким образом мозг порождает сознание?
К лёгким проблемам относятся те, которые при исследованиях сознания решаются путём использования стандартных научных методов. Эти методы позволяют объяснить с позиции третьего лица, что делает сознание, как оно изменяется с течением времени, и какова его структура. Трудная проблема возникает при постановке вопроса «почему существует сознание?». Ответ на этот вопрос требует выхода за пределы применения общеизвестных научных методов.
Термин «трудная проблема» был введён в 1995 году австралийским философом Дэвидом Чалмерсом. При этом сам Чалмерс отмечает, что он фактически лишь предложил удачную формулировку для давно и хорошо известной проблемы, которой занимались до него многие исследователи. Такая формулировка позволяет избежать игнорирования проблемы и обозначить возможные подходы к её решению.
Трудная проблема является важнейшим предметом теоретических исследований в современной философии сознания, а также эмпирических исследований в психологии, нейронауке и квантовой физике. При её решении затрагиваются вопросы онтологии и природы ментальных состояний (квалиа), границ применения научной методологии, возможности интроспекции и научных исследований с позиции первого лица и др. Подходы к трудной проблеме различны: они включают в себя отрицание её существования, признание невозможности её решения, а также разработку различных философских и научных монистических и дуалистических теорий сознания, направленных на её решение.

## Постановка проблемы
В западной философии сознания на протяжении XX и XXI веков ведётся активное обсуждение и критика материалистических теорий сознания. Критики этих теорий выдвинули ряд аргументов, направленных на доказательство нефизической природы сознания и ложности материализма. Результатом их усилий стало создание ряда анти-физикалистских теорий сознания, а дуализм (необязательно картезианский) стал считаться относительно респектабельным (хотя и не доминирующим) подходом к проблеме «мозг-сознание». Значительную роль в этом процессе сыграли идеи трёх мыслителей, связанные с постановкой трудной проблемы сознания: Дэвида Чалмерса, Томаса Нагеля и Джозефа Левина.

### Дэвид Чалмерс
В своей знаменитой статье «Навстречу проблеме сознания» (англ. Facing up to the Problem of Consciousness), опубликованной в 1995 году, Дэвид Чалмерс сформулировал трудную проблему следующим образом:

Неоспоримо, что некоторые организмы являются субъектами опыта. Но остаётся запутанным вопрос о том, каким образом эти системы являются субъектами опыта. Почему когда наши когнитивные системы начинают обрабатывать информацию посредством зрения и слуха, мы обретаем визуальный или слуховой опыт — переживаем качество насыщенно синего цвета, ощущение ноты «до» первой октавы? Как можно объяснить, почему существует нечто, что мы называем «вынашивать мысленный образ» или «испытывать эмоции»? Общепризнано, что опыт возникает на физическом фундаменте, но у нас нет достойного объяснения того, почему именно он появляется и каким образом. Почему физическая переработка полученной информации вообще даёт начало богатой внутренней жизни? С объективной точки зрения это кажется безосновательным, однако это так. И если что-либо и можно назвать проблемой сознания, то именно эту проблему.

Поставленная Чалмерсом проблема не нова, она представляет собой важнейшую часть проблемы «душа-тело» или «мозг-сознание» (которая в русскоязычной литературе обычно называется психофизиологической проблемой). Однако Чалмерс наряду с несколькими другими мыслителями привлёк к этой проблеме всеобщее внимание и способствовал активизации поисков её решения философами и учёными.

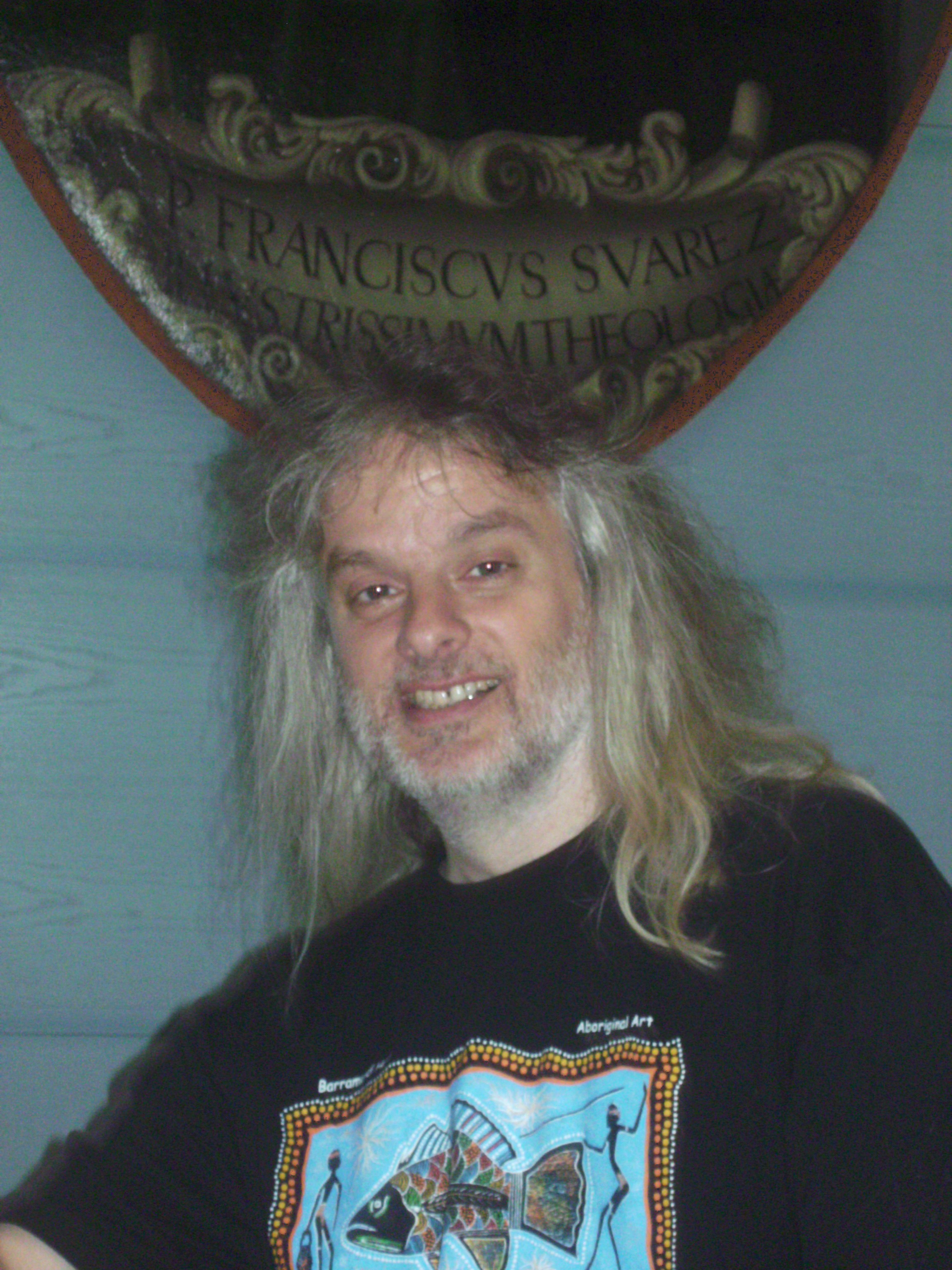
Дэвид Чалмерс, 2011 год

Трудная проблема возникает из-за того, что феноменальное сознание (то есть сознание с точки зрения первого лица) не поддаётся стандартным функциональным объяснениям, которые вполне успешно используются в психологии при изучении различных видов психической деятельности. Например, научение, способность рассуждать, память могут быть объяснены в терминах выполнения правильной функциональной роли. Так, научение выполняет правильную функциональную роль, если в его результате поведение изменяется в соответствии с изменениями во внешней среде.
Поэтому можно чётко определить, что такое научение, и выявить связь научения с процессами в мозге. Трудная проблема, по Чалмерсу, выделяется среди других проблем тем, что даже после объяснения всех когнитивных и поведенческих функций останется открытым вопрос: почему протекание всех этих функций сопровождается субъективным опытом?
По своему темпераменту я очень расположен к материалистическому редуктивному объяснению, и у меня нет выраженных спиритуалистических или религиозных наклонностей. Многие годы я питал надежду на материалистическую теорию; и я лишь с большой неохотой оставил её. В конце концов мне стало ясно, что этих выводов нельзя избежать никому из тех, кто хочет всерьёз принимать сознание. Материализм — это прекрасная и захватывающая картина мира, но для объяснения сознания мы должны использовать дополнительные ресурсы.
Объясняя существование данного вопроса, Чалмерс отвергает возможность редуктивного физикалистского объяснения феноменального сознания, которое сводит его к материи. По словам Чалмерса, редуктивные объяснения могут применяться ко всем другим природным феноменам, но только не к сознанию.
Эта невозможность, по Чалмерсу, связана с тем, что сознание нельзя анализировать с использованием функциональных объяснений. В результате своих рассуждений Чалмерс делает вывод, что возможны два выхода: либо отрицать существование сознания, либо признать сознание нередуцируемым аспектом реальности наряду с гравитацией и электромагнетизмом.

### Томас Нагель

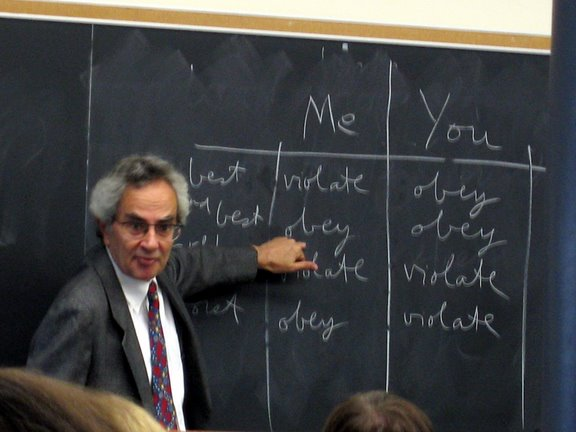
Томас Нагель

Томас Нагель выступил с критикой материалистических объяснений сознания ещё в 1974 году, высказав идеи, близкие идеям Чалмерса. В своей статье «Что значит быть летучей мышью?» Нагель сформулировал важность феноменального аспекта сознания следующим образом:

Каковы бы ни были формы сознания (на Земле и в космосе), тот факт, что организм имеет сознательный опыт вообще, означает, что существует нечто, что значит быть этим организмом … организм имеет сознательные ментальные состояния, если и только если существует нечто, что значит быть этим организмом для самого этого организма. Мы можем назвать это субъективным характером опыта.

Нагель указывает на то, что субъективный характер опыта грамматически выражается в разнице между первым и третьим лицом. Даже если обладать полной информацией от третьего лица, при этом можно абсолютно ничего не знать от первого лица. Для иллюстрации данного факта Нагель использует пример с летучей мышью. Между сенсорной системой летучей мыши и сенсорной системой человека существуют значительные различия, обусловленные наличием эхолокатора в организме летучей мыши, которого нет у человека. Поэтому человек, попытавшийся без изменения своей нейрофизиологической структуры представить себя на её месте, никогда не сможет понять, каково чувствовать себя летучей мышью. И даже если материалистическая наука преуспеет в изучении всего, что касается биохимии, нейронных процессов, психофизики, эволюционной истории и др., достигнутые ею успехи, по словам Нагеля, ничего не дадут для ответа на вопрос, поставленный им в заголовке своей статьи. Это представляет собой трудную проблему сознания.
При этом сам Нагель не отвергает физикализм, а характеризует его как позицию, которую нельзя понять, поскольку вписать феномен сознания в рисуемую физикой картину мира крайне затруднительно. Однако некоторые сторонники Нагеля утверждают, что ложность физикализма доказывается именно тем, что его нельзя понять.

### Джозеф Левин
Джозеф Левин в 1983 году ввёл в научный оборот термин «разрыв в объяснении» (эксплицитный провал, англ. explanatory gap), который обозначает ту же проблему, что и термин «трудная проблема сознания». Он утверждает, что хорошее научное объяснение должно методом дедуктивного умозаключения доказывать существование объясняемого явления на основании законов или механизмов и указания начальных условий. Дедуктивное умозаключение обозначает логический метод, при котором из верных посылок обязательно делается верный вывод. Например, если установлено, что молния представляет собой электрический разряд, то на основании информации о наличии в атмосфере подходящих условий для относительно сильного электрического разряда в определённое время можно сделать вывод, что в это время может наблюдаться молния. Если такой вывод невозможен, то, согласно Левину, это может быть обусловлено одной из трёх причин: 1) недостаточной точностью в определении законов и механизмов, используемых в объяснении; 2) стохастическим характером изучаемого явления; 3) наличием неизвестных факторов, которые как минимум отчасти определяют поведение исследуемого явления. В первых двух случаях возможно решить проблему путём уточнения законов и механизмов и расчёта вероятностей, однако в третьем случае остаётся лишь признать, что удовлетворительного научного объяснения изучаемого явления не существует. По словам Левина, именно это происходит при изучении сознания. Даже если досконально изучить мозговые процессы и законы физики и создать на этой основе все необходимые физические условия для возникновения сознания, то нет никакой уверенности в том, что оно появится. Это означает, что между материей и сознанием существует разрыв в объяснении.
Даже если установлено, что нейронная активность типа Z обязательно вызывает субъективное переживание типа Q, и связь между Z и Q является законом природы, то и в этом случае остаётся неизвестным, почему эта связь существует, на чём она основывается и каков её механизм. Единственное, что можно сказать об этой связи — что она существует. Стрелку идущую от Z к Q, можно интерпретировать так: «здесь происходит чудо».
По мнению Левина, материалистические теории сознания не могут объяснить существование квалиа именно ввиду существования разрыва в объяснении. При этом Левин доказывает только ущербность материалистических теорий сознания, а не их ложность.

### Джон Сёрл
Американский философ, который в 1980-х годах был ведущим специалистом по философии искусственного интеллекта. Профессор философии Калифорнийского университета, Беркли. Автор известного мысленного эксперимента «Китайская комната», отвергающего возможность воспроизведения семантической составляющей человеческого интеллекта синтаксическими средствами.
Свой взгляд на сознание Сёрл изложил в книге «Переоткрытие сознания» (1992). С одной стороны, мир состоит лишь из объективных частиц, с другой — сознание обладает субъективным опытом от первого лица. Его позиция предельно ясна и категорична: сознание — это каузально эмерджентное свойство организма, результат его эволюционного развития. Подобно тому, как твёрдость и жидкий характер являются эмерджентными свойствами молекул. Оно зависит от поведения нейронов и, таким образом, каузально редуцируемо к мозговым процессам. Однако даже самая передовая наука о мозге никогда не приведёт к онтологической редукции сознания, к отождествлению субъективного и объективного, фактически приводящему к элиминации субъективного. Онтология сознания, по Серлу, это онтология от первого лица и поэтому в отношении сознания не применима объективистская модель наблюдения во внешнем мире, результаты которого наука фиксирует с позиции третьего лица. Эту позицию он предлагает называть биологическим натурализмом.
Следствием биологического натурализма является то, что если мы хотим создать сознательное существо, то нам необходимо воссоздать физические процессы, вызывающие сознание. Позиция Сёрла, таким образом, противоречит взглядам на «сильный ИИ», которые утверждают, что для появления сознания достаточно создать определённую программу на компьютере.
В 1980 году Сёрл представил аргумент «Китайской комнаты», целью которого является доказательство ложности взглядов на сильный ИИ.

## Основные подходы к трудной проблеме сознания
Британский психолог Джеффри Алан Грей отмечает, что современная наука добилась огромных успехов в понимании поведения, устройства и принципов функционирования головного мозга, а также того, каким образом мозг контролирует поведение. Некоторые учёные и философы на этом основании полагают, что столь же значительный прогресс достигнут в понимании сознания. Однако другие придерживаются более скептичной позиции. Джеффри Алан Грей выделяет четыре возможных подхода к трудной проблеме сознания, сформулированной Дэвидом Чалмерсом:
1. Наивный подход. Этого подхода придерживаются все, кто ранее не размышлял достаточно о сознании. Наивный подход принимает сознательный опыт за нечто само собой разумеющееся и являющееся основанием для решения всех остальных проблем, а потому не представляющее собой никакой проблемы. В философии наивный подход получил большую известность и влияние благодаря очень подробному и аргументированному обоснованию данного подхода Рене Декартом. Даже те, кто считает существование сознания серьёзной проблемой, в повседневной жизни придерживаются наивного подхода, поскольку в противном случае они столкнулись бы с большими трудностями в выполнении каждодневных дел.
2. Нормальная наука. Этого подхода придерживаются многие учёные и философы, одна часть которых не занимается специально изучением сознания, другая часть уделяет большое внимание изучению сознания. Все придерживающиеся данного подхода согласны с наивным подходом, но не потому, что, подобно Декарту, считают сознание основанием для всех остальных вопросов. По их мнению, сознание может быть без особых принципиальных сложностей со временем объяснено в рамках концепций, созданных в нейронауке, когнитивной науке, вычислительной науке и др. Для этого нужно только больше узнать о принципах работы мозга и контроля мозга над поведением организма с учётом окружающей среды. Хотя изучение этих вопросов сопряжено с определёнными экспериментальными и теоретическими сложностями, они могут быть решены, как и другие проблемы, с которыми привыкла иметь дело нормальная наука[англ.]. Таким образом, представители второго подхода отрицают существование трудной проблемы сознания.
3. Новая теория. Придерживающиеся этого подхода разделяют мнение о важности решения «лёгких» проблем в рамках нормальной науки для того, чтобы лучше понимать принципы работы мозга и его связи с поведением. Однако вдобавок к решению этих проблем в рамках нормальной науки представители данного подхода предлагают выделить трудную проблему сознания, для решения которой может понадобиться выход за пределы современной научной ортодоксии. Согласно третьему подходу, существование трудной проблемы сознания обусловлено тем, что имеющиеся на сегодняшний день теоретические научные модели функционирования мозга и поведения не дают удовлетворительного объяснения существованию сознательного опыта. А потому для решения трудной проблемы сознания необходимо создать новую научную теорию, которая будет столь же отлична от имеющихся в настоящее время научных теорий, сколь теория относительности и квантовая физика отличны от физики XIX столетия. Сам Джеффри Алан Грей, предложивший данную классификацию, поддерживает третий подход.
4. Ненаучный подход. Придерживающиеся данного подхода согласны с представителями третьего подхода в том, что трудная проблема сознания существует, однако они отрицают возможность её решения в рамках науки. Джеффри Алан Грей выделяет два варианта ненаучного подхода. Согласно философскому варианту ненаучного подхода, трудная проблема сознания является результатом небрежного мышления (англ. sloppy thinking). Если понять ошибки, вызванные небрежным мышлением, то трудная проблема перестанет быть таковой и окажется одной из «лёгких» проблем, решаемых нормальной наукой. Согласно второму варианту ненаучного подхода, трудная проблема сознания представляет собой не фикцию, созданную неправильным словоупотреблением, а вполне реальную проблему, однако она в принципе не может быть решена в рамках науки. Второй вариант ненаучного подхода предлагает отнести трудную проблему к области традиционных и экзотических духовных верований. Данная позиция известна как «новый мистерианизм»[англ.], хотя этот термин зачастую используется для обозначения третьего подхода, не отвергающего принципиальной возможности решения трудной проблемы сознания.

## Философские подходы к решению трудной проблемы сознания
Существует множество философских подходов к решению трудной проблемы сознания. Одним из наиболее распространённых в академической среде подходов (особенно среди учёных) в настоящее время является агностицизм. Другие подходы могут быть условно разделены на две группы: дефляционизм (философский редукционизм) и инфляционизм (феноменальный реализм).

### Дефляционизм
Дефляционисты игнорируют феноменальный аспект сознания и предлагают решать вопросы, связанные с сознанием, без рассмотрения квалиа. Наиболее распространёнными дефляционистскими подходами являются бихевиористский, функциональный, репрезентативистский и когнитивный. Сторонники этих подходов полагают, что трудная проблема сознания может быть сведена к совокупности лёгких проблем, или что она возникает из-за ошибочных представлений о природе сознания. Поэтому после решения всех лёгких проблем сознания никакой трудной проблемы не останется.
Дефляционисты часто апеллируют к истории науки, приводя в качестве аналогий трудной проблемы сознания различные устаревшие теории, которые были опровергнуты в результате развития науки. Так, они указывают на то, что трудная проблема жизни, поставленная виталистами в XVII веке, была впоследствии успешно решена в рамках физикалистского подхода. Другим примером, с точки зрения дефляционистов, может служить успешное научное решение трудной проблемы тепла, в результате которого была опровергнута теория теплорода. Противники дефляционизма подвергают сомнению адекватность таких примеров. Так, они указывают на то, что научное объяснение изменения температуры как изменения скорости движения молекул не объясняет того, каким образом изменение скорости движения молекул приводит к появлению ощущения тепла, то есть к появлению феноменального опыта.
Наиболее влиятельными дефляционистскими теориями, отрицающими существование трудной проблемы сознания, в философии сознания являются аналитический функционализм, элиминативный материализм и философский бихевиоризм
. По словам Антти Ревонсуо, современные исследовательские программы в области сознания выросли на почве жёсткой критики философских теорий сознания, игнорирующих квалиа.

### Инфляционизм
Инфляционисты признают существование трудной проблемы сознания и считают невозможным решение вопросов, связанных с сознанием, без рассмотрения его феноменальных аспектов. По словам Джеффри Грея, если бы не существовало квалиа, то не существовало бы и трудной проблемы сознания. В рамках данного подхода поиск решения трудной проблемы сознания ведётся как сторонниками нередуктивного физикализма, так и сторонниками антифизикализма. С точки зрения инфляционистов, сознание может быть научно эмпирически редуцировано к нейрофизиологическим или когнитивным процессам в мозге, но оно не может быть редуцировано к ним метафизически. В качестве аналогии они приводят пример с теплом. Так, повышение температуры было эмпирически редуцировано учёными к изменению скорости движения молекул, однако оно не было редуцировано к нему философски. Это означает, что с точки зрения науки представить себе повышение температуры без изменения скорости движения молекул невозможно, однако феноменальный опыт ощущения тепла вполне возможен и без изменения скорости движения молекул. Антифизикалистские версии инфляционизма представлены, в частности, интеракционистским дуализмом, натуралистическим дуализмом (основанным на эпифеноменализме), а также антифизикалистскими вариантами нейтрального монизма.

### Плюрализм
Некоторые известные философы в качестве альтернативы монистическим, дуалистическим и антиметафизическим подходам к трудной проблеме сознания развивают плюралистические подходы. Хотя плюралистические теории не имеют заметного влияния в современной философии сознания, они постепенно привлекают к себе всё большее внимание академического сообщества. Так, Роберт ван Гулик завершает свою статью «Сознание» в Стэнфордской философской энциклопедии предположением о том, что именно плюралистический подход может обеспечить наилучший путь для прогресса в исследованиях сознания.

#### Прагматический плюрализм
Один из наиболее цитируемых современных философов науки Хилари Патнэм в 1960-е годы сыграл важнейшую роль в философии сознания, приложив значительные усилия для превращения функционализма в доминирующее течение. Впоследствии он отказался от функционализма и в начале 1990-х годов начал разрабатывать альтернативный подход, названный им прагматическим плюрализмом. Этот подход, основанный на идеях Уильяма Джеймса и Людвига Витгенштейна, в настоящее время занимает центральное место в прагматизме.

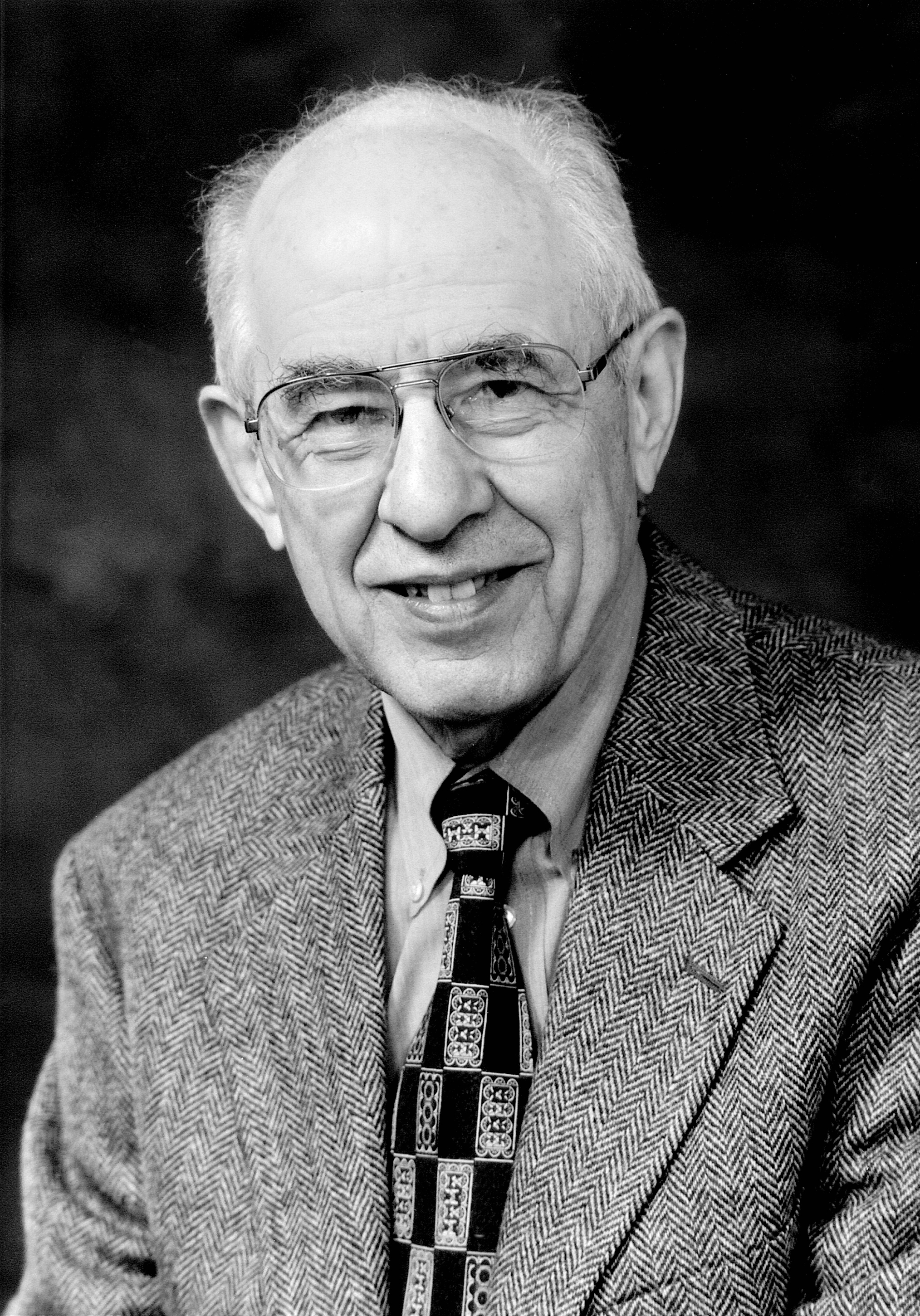
Хилари Патнэм

При решении трудной проблемы сознания на основе прагматического плюрализма Патнэм отвергает как физикализм, так и дуализм. По его мнению, невозможность решения трудной проблемы сознания на основе этих подходов заключается в их приверженности идее единой и абсолютной онтологии. Прагматический плюрализм отвергает эту идею и взамен предлагает идею множества различных, но фундаментально равноценных концептуальных систем. Этот подход, в отличие от физикализма, не считает возможным физическое объяснение существования феноменального сознания, но при этом, в отличие от дуализма, не считает нередуцируемость феноменального сознания загадкой. Прагматический плюрализм не основывается на онтологическом плюрализме, а предлагает объяснять сознание в терминах самых разных концептуальных систем, включая физику элементарных частиц, биологию, научную психологию, фолк-психологию и др. Таким образом, прагматический плюрализм требует полного переосмысления всей системы взглядов, в рамках которой проблема «душа-тело» обсуждалась в западной философии и науке с середины XX столетия.

#### Когнитивный плюрализм
Американский философ науки и философ сознания Стивен Хорст в опубликованной в 2007 году книге под названием «За пределы редукции. Философия сознания и постредукционистская философия науки» выдвинул теорию когнитивного плюрализма, предложив полностью переосмыслить всю современную философию сознания, которую он назвал одним из последних убежищ философии науки образца 1950-х годов.
По словам Хорста, трудная проблема сознания кажется уникальной проблемой психологии из-за того, что она базируется на устаревших представлениях о проблеме редукции, характерных для философии науки середины прошлого века. Хорст утверждает, что в действительности не только в психологии, но и во всех науках существуют свои трудные проблемы, поскольку биологию нельзя редуцировать к химии, химию нельзя редуцировать к физике, термодинамику нельзя редуцировать к статистической механике и т. д.
По мнению Хорста, редукционизм, элиминативизм, дуализм и нередуктивный материализм полностью себя дискредитировали, а потому философия сознания нуждается в принципиально новой парадигме. В качестве такой альтернативы он предлагает когнитивный плюрализм, в основу которого положена идея Иммануила Канта о том, что наш взгляд на мир определяется нашей когнитивной архитектурой. В отличие от Канта, Хорст полагает, что человеческое сознание использует не одну, а множество репрезентативных систем, каждая из которых приспособлена для решения отдельной проблемы (группы проблем), несёт ответственность за формирование определённой части модели мира и связана с определёнными участками нейронных сетей.
Когнитивный плюрализм, по словам Хорста, хорошо согласуется с эволюционным подходом: гораздо вероятнее, что в ходе эволюции постепенно формировались отдельные модули сознания, предназначенные для решения отдельных проблем, чем то, что произошло единовременное формирование одной универсальной системы для решения всех проблем. Эпистемология когнитивного плюрализма не имеет радикальных отличий от эпистемологии натурализма, однако его метафизика является антинатуралистической: когнитивный плюрализм допускает (хотя и не требует) постулирование сверхъестественных сущностей (Бога, ангелов, трансцендентных моральных принципов и т. д.).

## Научные подходы к решению трудной проблемы сознания
Использование научных методов при изучении сознания имеет существенные ограничения. По мнению Дэвида Чалмерса, проблема сознания находится на стыке философии и науки, поэтому для её научного изучения необходимо понимать философию, а для её философского изучения необходимо понимать науку. Аналитическая философия сознания имела тесные связи с эмпирической наукой с момента своего возникновения. В настоящее время многие исследователи сознания занимаются параллельно как философскими разработками по теме трудной проблемы сознания, так и научными исследованиями сознания. Поэтому чётких границ между нейробиологией, когнитивной наукой и аналитической философией сознания не существует.

### Сознание-доступ и феноменальное сознание
Чрезвычайно большое влияние на современные философские и научные теории сознания оказала выдвинутая в 1995 году американским философом Недом Блоком идея об отличии сознания-доступа (англ. access consciousness, A-consciousness) от феноменального сознания (англ. phenomenal consciousness, P-consciousness).
Согласно предложенному Блоком подходу, сознание-доступ обладает когнитивными, интенциональными и функциональными свойствами. Например, оно включает в себя распознавание какого-либо объекта или узнавание чьего-либо лица, воспоминания о прошедших событиях и т. д. Феноменальное сознание обладает свойством восприятия квалиа, то есть оно включает в себя опыт, получаемый в результате различных видов восприятия (зрительного, слухового, тактильного). Именно феноменальное сознание ответственно за возникновение разрыва в объяснении или трудной проблемы сознания.
Блок высказал мнение, что когнитивная наука успешно занимается исследованиями сознания-доступа, однако феноменальное сознание в ней игнорируется, тогда как именно феноменальное сознание является главной загадкой, требующей решения.

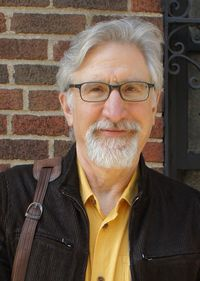
Нед Блок

Нед Блок, Дэвид Чалмерс и их сторонники доказывают существование двойной диссоциации между сознанием-доступом и феноменальным сознанием, то есть возможность существования сознания-доступа без феноменального сознания и возможность существования феноменального сознания без сознания-доступа. Отсутствие связи между ними может быть причиной того, что понимание одного из этих двух видов сознания ничего не даёт для понимания другого. Это и есть разрыв в объяснении, который сформулировал Джозеф Левин. Таким образом, проблема объяснения выдвинутой Блоком концепции феноменального сознания тождественна сформулированной Дэвидом Чалмерсом трудной проблеме сознания.
Я верю, что так называемая трудная проблема сознания будет решена благодаря эмпирическим и концептуальным достижениям когнитивной нейробиологии. В чём состоит «трудная проблема»? Никто не знает (в данный момент) ответа на вопрос о том, почему неврологическая основа моего переживания, к примеру красный цвет, является неврологической основой конкретного чувства, а не какого-то другого, и почему у меня вообще оно возникает. Здесь существует огромный пробел в объяснении, который сейчас мы не в состоянии заполнить, но я верю, что однажды это случится. С точки зрения концепции и объяснения «трудная проблема» предшествует вопросу о том, какова природа личности. И она существовала бы и для переживаний, не организованных в сознание. Без сомнения, решение «трудной проблемы» (т. е. заполнение пробела в объяснении) потребует идей, которые сегодня мы не можем себе представить. Проблема связи между умом и телом настолько сложна, что никакие призывы заполнить объяснительные пробелы прошлого не оправдывают моего оптимизма. Но все же я смотрю на этот вопрос с оптимизмом.
Важнейшим методологическим вопросом в этой связи является выдвинутое Блоком предположение о том, что в результате развития психологии и нейронауки будут созданы научные методы для подтверждения того, что феноменальное сознание не имеет связи с сознанием-доступом.
Блок выделил два класса эмпирических теорий сознания — функциональные и биологические. Функциональный подход состоит в поиске эмпирических связей между различными переживаниями и поведением. Биологический подход состоит в поиске эмпирических связей между различными переживаниями и определёнными участками мозга. Согласно функциональному подходу, сознание представляет собой процесс. Согласно биологическому подходу, сознание представляет собой нечто, осуществляющее этот процесс. Блок полагает, что функциональный подход наилучшим образом соответствует изучению сознания-доступа, а биологический подход — изучению феноменального сознания.
Концепция Блока о разделении сознания на A-consciousness и P-consciousness была подвергнута критике рядом учёных и философов. Одни из них указали на то, что хотя данная концепция базируется на интерпретации эмпирических данных, возможны другие, не менее правдоподобные интерпретации тех же самых данных. Другие указали на то, что концепция Блока является нефальсифицируемой. Блок ответил, что нефальсифицируемость — плохой аргумент, поскольку в науке очень редко происходит окончательное опровержение теорий. Например, существование пятна Пуассона в течение некоторого времени считалось окончательным опровержением корпускулярной теории света, однако впоследствии сделанные Эйнштейном открытия заставили научное сообщество вернуться к этой теории.

### Научные исследования сознания от первого лица
В связи с тем, что Дэвид Чалмерс, Томас Нагель, Джозеф Левин и Нед Блок выявили важность феноменального аспекта сознания, который не может быть, по их мнению, удовлетворительно объяснён путём использования редуктивных теорий сознания и широко применяемых в когнитивной науке функционалистских методов, в современной науке о сознании важное место заняли вопросы, связанные с разработкой новой научной методологии — исследований сознания от первого лица. Одним из первых исследователей, предложивших этот принципиально новый подход к решению трудной проблемы сознания, стал чилийский нейробиолог Франсиско Варела, который считается основателем нейрофеноменологии. Наряду с нейрофеноменологией, за последние два десятилетия[когда?] исследователями сознания был разработан ряд других подходов, основанных на использовании методов исследований от первого лица. Благодаря этому в когнитивной науке произошла переоценка той роли, которую в научных исследованиях играет ранее отвергавшийся большинством экспериментальных психологов метод интроспекции. Кроме того, внимание учёных вновь привлёк феноменологический философский подход к изучению сознания, отстаивавшийся Эдмундом Гуссерлем. Дэвид Чалмерс также считает перспективным направлением научных исследований сознания от первого лица использование восточных медитативных психотехник.

### Нейробиологические теории сознания
Большинство нейробиологов признаёт существование трудной проблемы сознания и при этом полагает, что данная проблема в конце концов будет решена в результате научных исследований. При этом среди нейробиологов есть и те, кто открыто отрицает существование трудной проблемы сознания, а также те, кто считает, что слишком большое внимание к этой проблеме может оказаться контрпродуктивным и помешать научному прогрессу в исследованиях сознания. Поэтому нейробиологи преимущественно занимаются лёгкими проблемами, следуя предложенному в 1990 году нобелевским лауреатом по физиологии и медицине Фрэнсисом Криком совместно с Кристофом Кохом подходу. Этот подход сводится к тому, что нейронауке следует сосредоточиться на поисках нейронных коррелятов сознания, а объяснением квалиа можно будет заняться позднее.

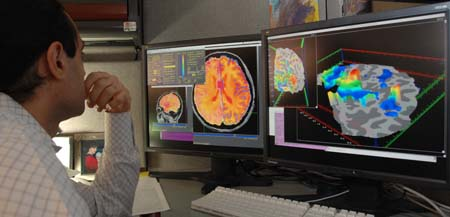
Исследователь изучает фМРТ-изображения

С конца 1980-х годов по настоящее время было создано множество эмпирических нейробиологических теорий сознания, однако значительную поддержку в научном сообществе получило лишь около десятка из этих теорий. В число наиболее влиятельных нейробиологических теорий входят следующие:
- теория интегрированной информации (англ. integrated information theory);
- теория динамического ядра (англ. reentrant dynamic core theory);
- теория глобального рабочего пространства (англ. global workspace theory);
- теория нейронального глобального рабочего пространства (англ. global neuronal workspace theory);
- дуплексная теория зрения (англ. duplex vision theory);
- теория рекуррентной обработки (англ. local recurrence theory);
- теория микросознания (англ. microconsciousness theory);
- таламокортикальная теория (англ. thalamocortical binding theory);
- теория ощущения происходящего[англ.] (англ. consciousness as the feeling of what happens).

В связи с исследованиями трудной проблемы сознания взаимодействие между нейронаукой и философией сознания в последние годы стало чрезвычайно тесным. При этом из всех философов наибольшее влияние на нейробиологию оказал Нед Блок, предложивший разделение сознания на феноменальное сознание и сознание-доступ и высказавший мнение, что нейрональная основа феноменального сознания отличается от нейрональной основы сознания-доступа.
Почти все ведущие нейробиологические теории в явной или неявной форме базируются на интернализме, то есть они признают сознание и квалиа особенностями мозговой активности (в отличие от экстерналистских философских теорий, постулирующих существование сознания и квалиа во внешнем мире, то есть за пределами мозга). По всем остальным вопросам, связанным с решением трудной проблемы сознания, согласие между нейробиологическими теориями отсутствует . При этом ряд ведущих нейробиологов, которые создали эти теории (лауреат Нобелевской премии по физиологии и медицине Джералд Эдельман, Джулио Тонони, Виктор Ламме, Кристоф Кох и др.), поддерживает в той или иной форме нейрокогнитивные версии панпсихизма.

#### Теория интегрированной информации

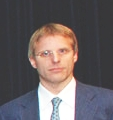
Создатель теории интегрированной информации Джулио Тонони

Теория интегрированной информации, созданная нейробиологом Джулио Тонони, предлагает принципиально новый для науки подход к трудной проблеме сознания. По словам Джулио Тонони и его единомышленника Кристофа Коха, трудная проблема является таковой только в том случае, если исходить из первичности мозга и задаваться вопросом, каким образом он порождает сознание. Теория интегрированной информации исходит из противоположной посылки: она принимает существование феноменальных характеристик субъективного опыта в качестве аксиомы (в соответствии с классическим тезисом Декарта «Cogito, ergo sum») и строит предположения относительно свойств физического субстрата, который требуется для существования этого опыта. Под конкретным субъективным опытом, отличающим его от любого другого субъективного опыта, в данном случае понимается определённый набор квалиа. Подобно панпсихизму, теория интегрированной информации считает сознание внутренней, фундаментальной характеристикой реальности. При этом теория интегрированной информации является эмпирически тестируемой и позволяет осуществлять количественные и качественные измерения сознания. В случае подтверждения данной теории может произойти пересмотр научных представлений о степени распространённости сознания в природе, а также пересмотр представлений о том, на каком физическом уровне может существовать сознание.
Теория интегрированной информации получила широкое освещение в мейнстримных научных изданиях. Однако по состоянию на 2016 год её сторонники оставались среди нейроучёных и философов в меньшинстве.

### Квантовые теории сознания
Одним из способов научного решения трудной проблемы сознания, конкурирующим с нейробиологическим подходом, является использование физики. Большинство теорий, которые пытаются использовать физику с этой целью, сосредоточены на квантовой механике. Дэвид Чалмерс связывает это с тем, что квантовая механика по всеобщему мнению представляет собой самую необычную часть современной физики. Она предоставляет учёным формулы, позволяющие очень точно прогнозировать результаты эмпирических наблюдений, однако рисуемую квантовой механикой картину мира очень трудно осмыслить. Поскольку проблема сознания не менее загадочна, многие исследователи предполагают наличие глубокой связи между двумя этими тайнами.
Физики полагают, что использование квантовой механики для объяснения сознания имеет преимущества перед частичными нейрофизиологическими открытиями и умозрительными философскими конструкциями, поскольку, с одной стороны, сознание связано с деятельностью материального мозга, а с другой стороны, квантовая механика является наиболее фундаментальной теорией материи из всех существующих в настоящее время теорий.
За последние десятилетия учёными (не только физиками) было создано огромное множество квантовых теорий сознания. Среди них наибольшую известность получили теории, которые создали физик Роджер Пенроуз, анестезиолог Стюарт Хамерофф, психиатр Йен Маршалл, физик Генри Стапп, физик Джузеппе Витиелло, философ сознания и философ науки Майкл Зильберштейн. Некоторые из квантовых теорий сознания (в том числе теория Генри Стаппа) признают сознание фундаментальным свойством реальности (как и Дэвид Чалмерс), поэтому они могут быть классифицированы как нефизические.
Обычно сознание и квантовую механику связывают в контексте того, что некоторые интерпретации квантовой механики постулируют необходимость осуществляющего измерение наблюдателя, сознание которого производит коллапс волновой функции. Дэвид Чалмерс полагает, что при редуктивном объяснении сознания базирующиеся на физике теории не имеют никакого преимущества перед нейробиологическими и когнитивными теориями. Квантовым теориям сознания присущ тот же самый разрыв в объяснении, что и другим теориям. При этом Чалмерс не исключает того, что со временем квантовая механика станет играть важнейшую роль в теории сознания, а также того, что теория сознания поможет решить проблемы квантовой механики.
В настоящее время эксперты затрудняются оценить продуктивность квантовых теорий сознания с точки зрения возможности создания ценных для науки методов объяснения сознания в рамках этих теорий. Одно из возражений против квантового подхода к сознанию состоит в том, что его сторонники пытаются объяснить одну загадку (сознание) в терминах другой загадки (квантовых эффектов). В то же время эксперты признают ощутимую пользу от использования данного подхода, которая, в частности, выражается в росте междисциплинарных исследований сознания с участием физиков и представителей других областей науки.
Широко распространённый аргумент против гипотез о квантовом сознании состоит в том, что сознание вообще не имеет отношения к квантовой механике, поскольку человеческий мозг является влажной и тёплой системой, в которой квантовые состояния декогерируют прежде, чем они достигнут пространственного и энергетического уровня, достаточного для того, чтобы влиять на нейронные процессы. Этот аргумент подтверждается расчётами профессора МТИ, физика Макса Тегмарка.

### На русском языке
- Васильев В. В. Трудная проблема сознания. — Москва: Прогресс-Традиция, 2009. — 272 с. — 1000 экз. — ISBN 978-5-89826-316-0.
- Нагуманова С. Ф. Материализм и сознание: анализ дискуссии о природе сознания в современной аналитической философии / научный редактор – доктор филос. наук, профессор Казанского гос. университета культуры и искусств Г. П. Меньчиков. — Казань: Казанский университет, 2011. — 222 с. — 100 экз. — ISBN 978-5-905787-13-3. Архивировано 4 марта 2016 года.
- Ревонсуо А. Психология сознания / Перевод: А. Стативка, З. С. Замчук. — Санкт-Петербург: Питер, 2013. — 336 с. — (Мастера психологии). — ISBN 978-5-459-01116-6.
- Чалмерс Дэвид. Сознающий ум. В поисках фундаментальной теории / Перевод с английского доктора философских наук, профессора В. В. Васильева. — Москва: УРСС: Книжный дом «ЛИБРОКОМ», 2013. — 512 с. — (Философия сознания). — ISBN 978-5-397-03778-5.

### На английском языке
- Explaining Consciousness: The Hard Problem / Jonathan Shear (Editor). — illustrated, reprint, revised. — MIT Press, 1999. — 422 p. — ISBN 9780262692212.
- Jeffrey Alan Gray. Consciousness: Creeping up on the hard problem. — New York: Oxford University Press, 2006. — 368 p. — ISBN 978-0-19-852091-7.
- David J. Chalmers. The Character of Consciousness. — New York: Oxford University Press, 2010. — 624 p. — ISBN 978-0-19-531110-5.
- José Luis Bermúdez. Cognitive Science: An Introduction to the Science of the Mind. — Second Edition. — Cambridge University Press, 2014. — 553 p. — ISBN 978-1-107-05162-1.